# Astagobius angustatus
Espèce
Astagobius angustatus est une espèce de coléoptères de la famille des Leiodidae.

## Liste des sous-espèces
Selon Fauna Europaea :
- Sous-espèce Astagobius angustatus angustatus
- Sous-espèce Astagobius angustatus deelemani
- Sous-espèce Astagobius angustatus driolii
- Sous-espèce Astagobius angustatus glacialis
- Sous-espèce Astagobius angustatus langhofferi
- Sous-espèce Astagobius angustatus laticollis
- Sous-espèce Astagobius angustatus vukusici